# Острова Кука
Острова́ Ку́ка (кук. Kūki ‘Airani, англ. Cook Islands, маори Kūki 'Āirani, тонгарева Kūki Airani) — архипелаг и одноимённое самоуправляемое государственное образование в свободной ассоциации с Новой Зеландией в южной части Тихого океана в Полинезии. Граничит с водами Кирибати на севере, Французской Полинезии на востоке, Ниуэ, Американским Самоа, Токелау на западе и с нейтральными тихоокеанскими водами на юге. 
Острова Кука являются частью Королевства Новой Зеландии. В состав территории входят 15 островов, 3 из которых необитаемы: 7 островов в Северной группе и 8 — в Южной. Площадь суши — 236 км². Численность населения — 17 459 человек (2016). 
Столица — город Аваруа на острове Раротонга. Государственные языки — кукский и английский. 
В 1888 году острова стали протекторатом Британской империи, а в 1901 году были переданы в управление Новой Зеландии. В 1965 году они стали самоуправляемым государственным образованием в содружестве с Новой Зеландией. Острова Кука — член Южнотихоокеанской комиссии и Форума тихоокеанских островов. 
Большинство стран мира не признаёт Острова Кука субъектом международного права, однако 63 государства и Европейский союз поддерживают с ними дипломатические отношения.
Современное название архипелаг получил в XIX веке от русского мореплавателя Ивана Крузенштерна в честь английского путешественника Джеймса Кука. Сам Кук, побывавший на островах Южной группы в 1773—1775 годах, назвал их Острова Херви (англ. Hervey Islands).

## История
По данным радиоуглеродного анализа, Острова Кука из Южной группы первоначально были заселены полинезийцами не позднее 500 года нашей эры. Согласно данным сравнительной лингвистики, острова Южной группы были заселены с островов Общества, которые, в свою очередь, были заселены с Маркизских островов. При этом разделение прамаркизского и пратаитянского языков произошло около 900 года нашей эры. Острова Северной группы (кроме Пукапука, заселённого, вероятно, с Самоа) были заселены или с островов Южной группы, или непосредственно с островов Общества.
Испанские мореплаватели Альваро де Менданья и Педро Фернандес Кирос стали первыми европейцами, достигшими островов в конце XVI—XVII веков. Первым был открыт остров Пукапука, названный Менданьей в 1595 году островом Сан-Бернардо. Уже в середине XVII века острова были исследованы английскими мореплавателями. В 1773—1774 годах и в 1777 году известным английским путешественником Джеймсом Куком были открыты острова Мануаэ, Палмерстон, Мангаиа и Атиу. Открытые им острова Южной группы были названы мореплавателем острова Херви. Своё современное название архипелаг получил только в начале XIX века, когда острова изучил русский путешественник Иван Фёдорович Крузенштерн.
В начале 1820-х годов на островах Кука высадились первые миссионеры из Лондонского миссионерского общества (первым стал Джон Уильямс). Христианство распространилось очень быстро, и вскоре церковь приобрела контроль над политической и административной жизнью островов. Появление миссионеров способствовало установлению мира на архипелаге (прежде местные племена постоянно находились в состоянии войны). Тем не менее были и отрицательные последствия: из-за болезней, занесённых на острова Кука европейцами, было отмечено резкое сокращение численности местного населения.
В 1843 году после захвата Францией острова Таити арики (местные вожди) Островов Кука обратились к Британской империи с просьбой о покровительстве. Тем не менее британский протекторат над Раротонгой (позднее — на все острова Южной и Северной групп) был объявлен только в 1888 году. Большой интерес к архипелагу имела Новая Зеландия, однако против идеи «колония колонии» (на тот момент Новая Зеландия была колонией Британии) выступало большинство маори островов Кука, желавших оставаться под опекой Британской империи. Уже в 1901 году, однако, управление островами было передано Новой Зеландии. В 1960 году, в результате антиколониального движения, Острова Кука в числе первых среди тихоокеанских наций приобрели внутреннее самоуправление. С 4 августа 1965 Острова Кука стали самоуправляемым государственным образованием в содружестве с Новой Зеландией.
Последующие десятилетия были отмечены улучшением в экономической и социальной сферах, расширились полномочия местного правительства, а значит, и увеличилась самостоятельность Островов Кука (например, в сфере внешней политики, правом на односторонний выход из свободной ассоциации с Новой Зеландией). В середине 1990-х годов страна пережила крупный финансовый кризис. В результате ухудшилось благосостояние местных жителей, возросла эмиграция в Новую Зеландию, происходила частая смена правительств и премьер-министров.

## География

### Общая география
Государство Острова Кука состоит из 15 островов и атоллов, расположенных в Тихом океане в Полинезии между экватором и Южным тропиком на площади 2,2 млн км², между Тонга на западе и Островами Общества на востоке. Общая площадь суши составляет 236,7 км². Расстояние от самого северного (атолл Пенрин или Тонгарева) до самого южного острова (остров Мангаиа) составляет около 1400 км.
| №               | Остров       | Административный центр | Площадь, км² | Население, чел. (1.12.1996) | Население, чел. (1.12.2001) | Население, чел. (1.12.2006) | Население, чел. (1.12.2011) | Население, чел. (1.12.2016) |
| Южная группа    | Южная группа | Южная группа           | Южная группа | Южная группа                | Южная группа                | Южная группа                | Южная группа                | Южная группа                |
| --------------- | ------------ | ---------------------- | ------------ | --------------------------- | --------------------------- | --------------------------- | --------------------------- | --------------------------- |
| 1               | Раротонга    | Аваруа                 | 67,1         | 10 374                      | 9 451                       | 10 226                      | 10 572                      | 13 044                      |
| 2               | Аитутаки     | Арутанга               | 18,3         | 2 272                       | 1 743                       | 1 975                       | 1 771                       | 1928                        |
| 3               | Атиу         |                        | 26,9         | 942                         | 600                         | 558                         | 468                         | 437                         |
| 4               | Мангаиа      |                        | 51,8         | 1 083                       | 739                         | 631                         | 562                         | 499                         |
| 5               | Мануаэ       |                        | 6,2          | —                           | —                           | —                           | —                           | —                           |
| 6               | Мауке        |                        | 18,4         | 643                         | 469                         | 372                         | 300                         | 297                         |
| 7               | Митиаро      |                        | 22,3         | 318                         | 226                         | 193                         | 189                         | 155                         |
| 8               | Такутеа      |                        | 1,2          | —                           | —                           | —                           | —                           | —                           |
| Северная группа |              |                        |              |                             |                             |                             |                             |                             |
| 9               | Манихики     |                        | 5,4          | 656                         | 497                         | 344                         | 238                         | 213                         |
| 10              | Нассау       |                        | 1,3          | 99                          | 72                          | 75                          | 73                          | 78                          |
| 11              | Палмерстон   |                        | 2,1          | 49                          | 48                          | 62                          | 60                          | 58                          |
| 12              | Пукапука     |                        | 1,3          | 778                         | 662                         | 507                         | 451                         | 444                         |
| 13              | Ракаханга    |                        | 4,1          | 249                         | 158                         | 127                         | 77                          | 80                          |
| 14              | Суворов      |                        | 0,4          | 4                           | 1                           | —                           | —                           | —                           |
| 15              | Тонгарева    | Омока                  | 9,8          | 604                         | 351                         | 254                         | 213                         | 226                         |
| Всего           |              |                        | 236,7        | 18 071                      | 15 017                      | 15 324                      | 14 974                      | 17 459                      |

### Геология
Острова Кука представляют пять типов островных систем, обнаруженных в бассейне Тихого океана.
| Тип острова                      | Характерные черты | Острова                                                                        | Карта островов Кука |
| -------------------------------- | --- | ------------------------------------------------------------------------------ | ------------------- |
| Возвышенный вулканический остров | Остров вулканического происхождения. Высота над уровнем океана — не менее 100 м. Гористый рельеф с долинами. Окаймляющий риф. Широкая рифовая платформа.                                                 | Раротонга                                                                      | Карта островов Кука |
| Поднятый атолл                   | Поднятый вулканический остров, образовавшийся в результате подъёма коралловой платформы, или макатеа, которая окружает вулканическое плато в центре острова. Окаймляющий риф с узкой рифовой платформой. | Атиу, Мангаиа, Мауке, Митиаро                                                  | Карта островов Кука |
| Песчаный остров                  | Маленький низменный остров, или моту, сформированный из песка и кораллов, слагающих старую рифовую платформу. Окаймляющий риф с узкой рифовой платформой.                                                | Нассау, Такутеа                                                                | Карта островов Кука |
| Квазиатолл                       | Частично погружённый под воду вулканический остров. Черты вулканического острова и атолла. Окружён барьерным рифом.                                                                                      | Аитутаки                                                                       | Карта островов Кука |
| Атолл                            | Низменный остров. Суша образовалась на старой рифовой платформе, сформировавшейся на краю океанического вулкана. Окаймляющий риф часто прорезан узкими проливами.                                        | Манихики, Мануаэ, Палмерстон, Пукапука, Ракаханга, Суворов, Тонгарева (Пенрин) | Карта островов Кука |

Острова Северной группы по возрасту старше островов Южной группы и представляют собой низменные атоллы без подземных пещер и с отсутствием следов карстообразования. Все атоллы за исключением Тонгарева (Пенрин) возникли на подводном плато Манихики, находящемся на глубине 3000 м от поверхности океана.
Острова Южной группы составляют около 90 % суши страны и являются продолжением вулканической цепи, тянущейся в южной части Тихоокеанской плиты от островов Тубуаи (Французская Полинезия). Крупнейший остров, Раротонга, представляет собой вулканический остров, высота которого достигает 653 м. Четыре острова Южной группы (Атиу, Мангаиа, Мауке, Митиаро) имеют сложное геологическое строение и рельеф со следами карстообразования и разветвлёнными пещерными системами. Их формирование происходило примерно 10 млн лет назад в результате окружения вулканического образования коралловым рифом. Раротонга же появился только 2 млн лет назад в результате высокой вулканической активности в прошлом в этой части Тихого океана.

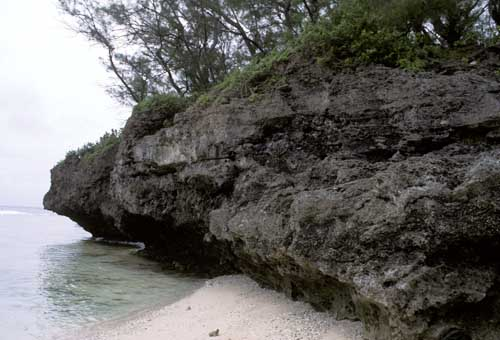
Береговые скалы острова Атиу

Одной из геологических особенностей островов Северной группы является наличие береговых скал, образование которых происходило примерно на уровне 1 м ниже поверхности земли. В результате химических реакций между водой и карбонатом кальция произошло образование извести, которая служит цементирующим средством между ракушками и кораллами береговых скал. Эти геологические образования также являются естественной защитой природных подземных резервуаров пресной воды.
Полезные ископаемые, выработки которых можно было бы осуществлять в промышленных размерах, на поверхности и в недрах островов архипелага Кука отсутствуют. Тем не менее в конце 1970-х годов в Исключительной прибрежной экономической зоне Островов Кука проводились исследования океанического дна. В результате на глубине примерно 5000 м были обнаружены одни из крупнейших в Тихом океане скопления железо-марганцевых конкреций, а также кобальта (примерно 7,5 млн тонн). Тем не менее в настоящее время каких-либо разработок не ведётся.

### Климат
Климат на островах тропический морской с ярко выраженными сезоном дождей с ноября по апрель и сухим сезоном с мая по октябрь. Среднегодовое количество осадков около 2000 мм, две трети которых выпадает в сезон дождей, который также является сезоном тропических циклонов. Официально сезон тропических циклонов начинается 1 ноября и заканчивается 30 апреля. Циклоны в основном формируются к западу от Северной группы островов Кука и движутся в южном направлении вплоть до 15° ю. ш., после чего перемещаются в юго-восточном направлении. Во время течения Эль-Ниньо эти циклоны, формируясь вблизи Северной группы, движутся в сторону Французской Полинезии, а на островах Южной группы наблюдается резкое снижение количества осадков (до 60 %), в то время как на островах Северной группы количество осадков резко возрастает (до 200 %). Обратная ситуация наблюдается при течении Ла-Нинья.
На протяжении практически всего года господствуют пассаты. Наиболее сильно ветра дуют в зимние месяцы, когда к островам Южной группы подступает антициклон. Летом ветра слабее, так как субтропические антициклоны становятся менее интенсивными и передвигаются в южном направлении.
Среднегодовая температура варьирует от 21 до 28 °C и во многом зависит от течения Эль-Ниньо.

### Почвы и гидрология

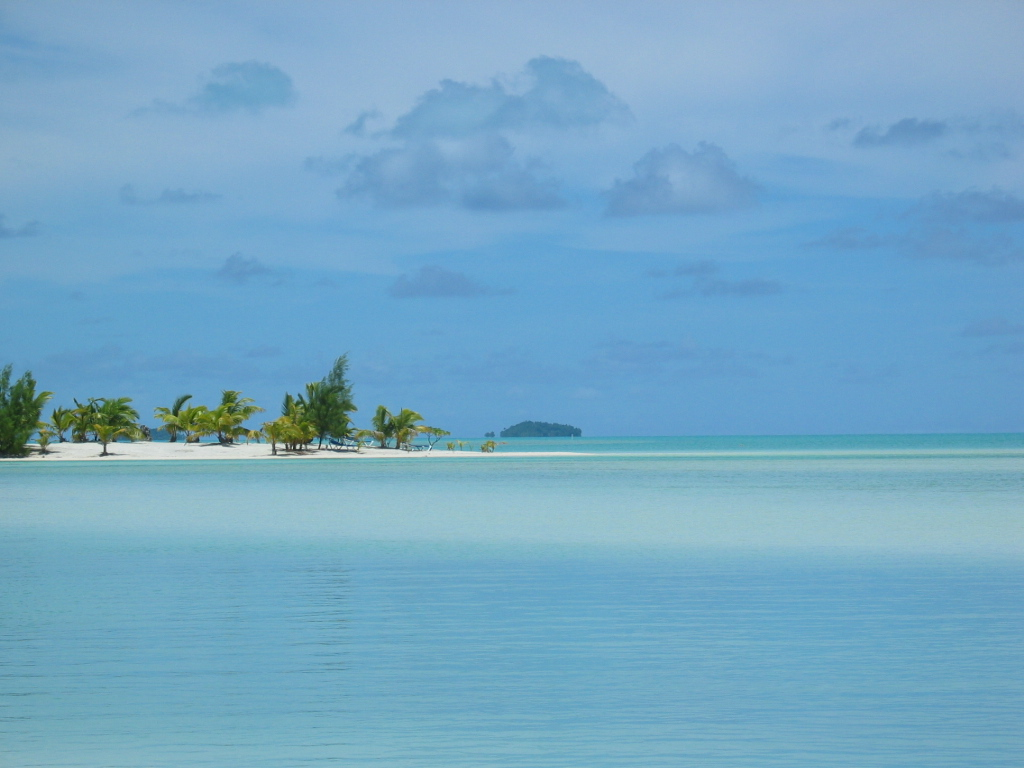
Лагуна атолла Аитутаки. Большинство островов архипелага Кука представляют собой низменные атоллы, на которых отсутствуют пресные озёра или крупные потоки воды в виде рек

Почвы островов Северной группы архипелага Кука имеют типичный для других атоллов Океании состав: обломки кораллов и низкое содержание органических веществ, которые скапливаются в верхних слоях. Эти почвы малоплодородны, высокопористы и пригодны только для кокосовых пальм, панданусов и некоторых других видов тропических растений. В болотистых местностях произрастает выращиваемое местными жителями таро.
Почвы островов Южной группы архипелага Кука в основном вулканического происхождения, в связи с чем более плодородны, а значит, более пригодны для сельскохозяйственного использования. За исключением Раротонги и Аитутаки, бо́льшую часть островов Южной группы занимает макатеа с очень изрезанным рельефом. Из-за того, что макатеа состоит из кораллового известняка, почвы в этом месте имеют высокий уровень pH. В низменностях островов преобладают плодородные аллювиальные почвы. Некоторые внутренние районы Атиу и Мангаиа подвержены сильной почвенной эрозии (это последствия возделывания ананасовых плантаций). Значительная часть острова Раротонга покрыта эродированной почвой.
На островах Северной группы из-за маленькой площади, малой высотности, пористости почв отсутствуют какие-либо реки. Вместо этого вода, просачиваясь сквозь землю, образует линзу слегка солоноватой воды. Однако этот источник воды быстро истощается, поэтому местные жители в основном полагаются на дождевую воду, собранную в специальные резервуары. На островах Пукапука, Нассау, Ракаханга есть колодцы.
На вулканических островах Южной группы имеются источники пресной воды хорошего качества. Например, жители Раротонги и Мангаиа получают необходимую воду из родников и небольших потоков воды, протекающих в долинах островов, а на других островах группы имеются большие запасы грунтовых вод.

### Флора и фауна

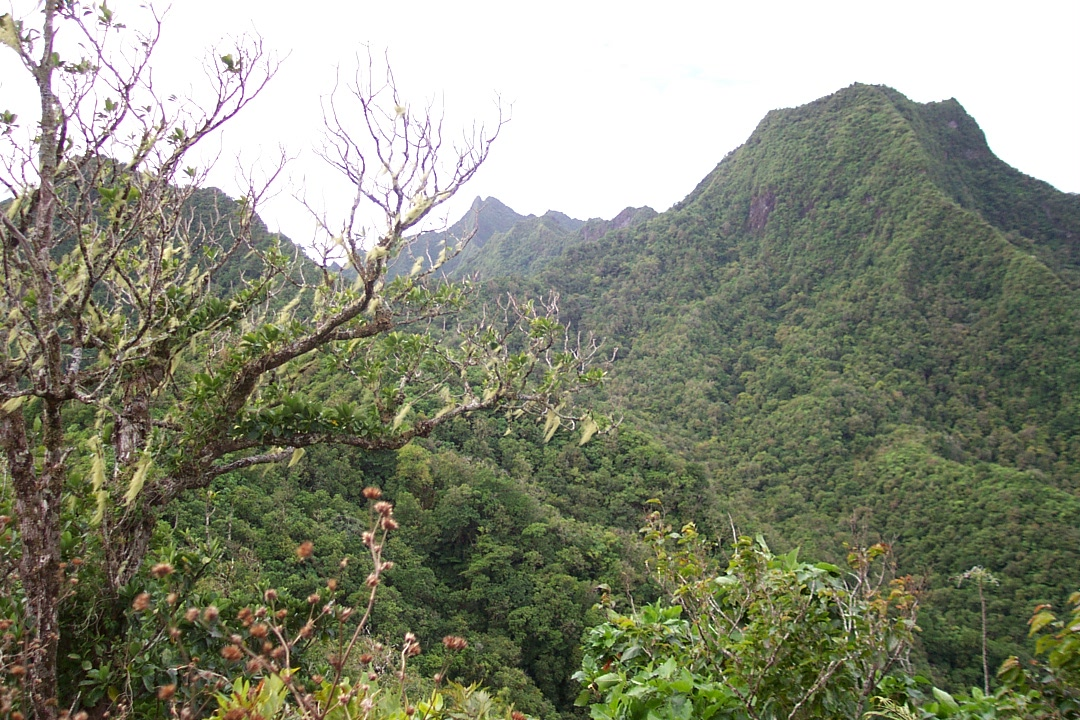
В тропических лесах на склонах гор острова Раротонга произрастает большое количество эндемичных растений

Растительность островов Кука мало чем отличается от растительности других атоллов Тихого океана. Лишь на островах Южной группы растительный покров более разнообразен, что во многом объясняется особенностями геологического строения и вулканическим происхождением этих островов. На них можно выделить несколько зон определённой растительности: флора макатеа, прибрежная флора, флора болотистой местности, папоротниковые сообщества, леса.
Растительные сообщества макатеа играют очень важную роль в жизни местных жителей. До появления на островах коз и свиней районы макатеа оставались практически нетронутыми человеком. На них и сейчас произрастает большое количество растений, многие из которых используются в медицинских целях, для строительства жилья, каноэ. Прибрежная флора таких островов, как Раротонга и Аитутаки, подвержена значительному антропогенному воздействию в связи с развитием туризма. Помимо традиционных растений на берегу встречается большое количество завезённых человеком растений, например, мимоза. В заболоченных местностях островов архипелага Кука произрастают типичные для этих мест растения, а местные жители выращивают таро. На островах Атиу, Мангаиа, Мауке и Раротонга повсеместно встречаются папоротники, которые защищают тонкий слой плодородной почвы от вымывания. Влажные джунгли занимают до 64 % острова Раротонга, нефелогилеи (тропические вечнозелёные леса на склонах гор на высоте 400 м в полосе конденсации туманов), в которых произрастает множество эндемичных растений, — до 3 % острова.

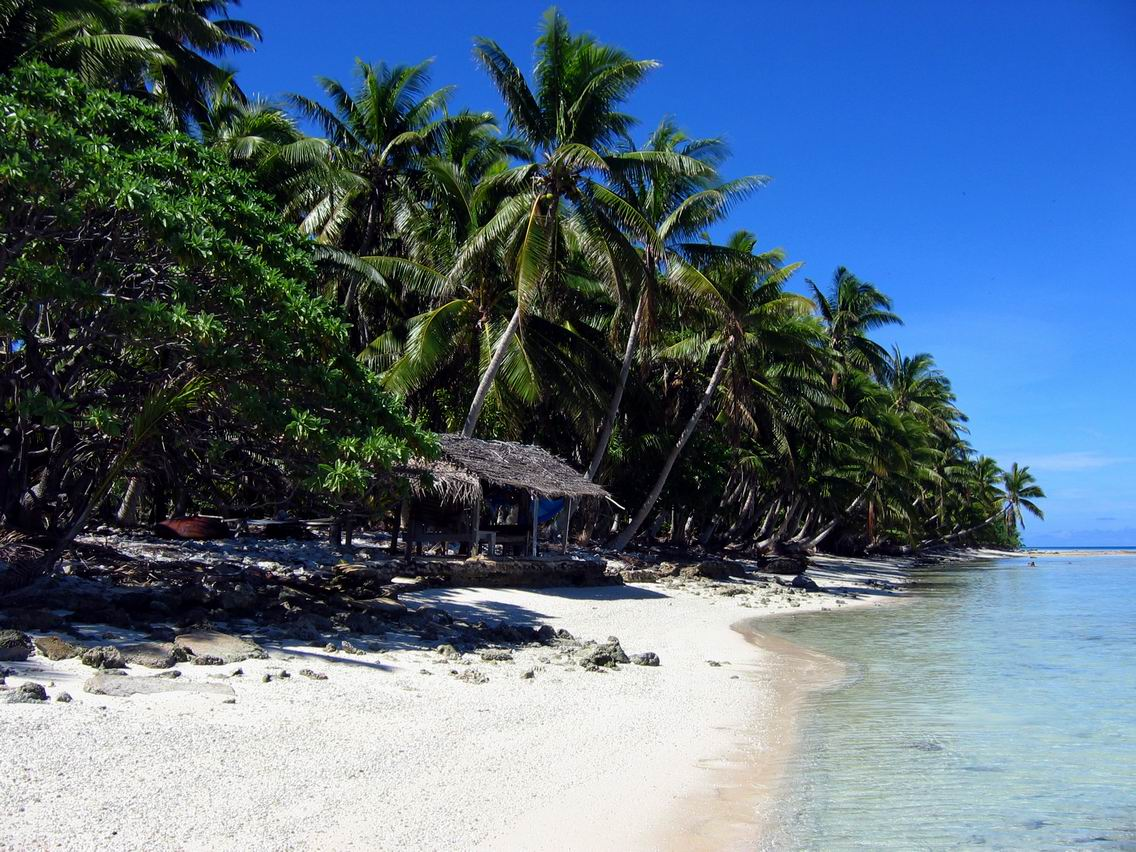
В 1978 году атолл Суворов был объявлен правительством Островов Кука заповедником. На нём гнездится большое количество морских птиц, в том числе малый фрегат (9 % мировой популяции), краснохвостый фаэтон (3 % мировой популяции) и тёмная крачка (крупнейшая колония на островах Кука)

Типичными растениями для островов вулканического происхождения являются казуарины, гибискусы, завезённые европейцами франжипани и бугенвиллеи. Скудная растительность атоллов, где почвы очень бедны и единственным источником пресной воды являются дожди, представлена панданусами. Повсеместно растут кокосовые пальмы.
Наземные млекопитающие представлены преимущественно интродуцированными видами: собаками, свиньями и кошками. На островах Раротонга и Мангаиа обитает тонганская летучая лисица (лат. Pteropus tonganus), широко распространены малые крысы (лат. Rattus exulans) и пальмовые воры (лат. Birgus latro).
Мир орнитофауны островов Кука очень богат. На островах Северной группы, в основном покрытых кокосовыми пальмами, обитает всего лишь один вид наземной птицы — тихоокеанский плодоядный голубь (лат. Ducula pacifica), питающийся плодами геттарды великолепной (лат. Guettarda speciosa). Однако такие острова, как Суворов и Такутеа, являются местами крупных птичьих базаров, где гнездятся многие виды морских птиц: тёмная крачка (лат. Sterna fuscata), малый фрегат (лат. Fregata ariel), красноногая олуша (лат. Sula sula), краснохвостый фаэтон (лат. Phaethon rubricauda), большой фрегат (лат. Fregata minor), бурая олуша (лат. Sula leucogaster), голуболицая олуша (лат. Sula dactylatra), таитянский кроншнеп (лат. Numenius tahitiensis). На островах Южной группы обитает 11 видов коренных немигрирующих видов наземных птиц. К ним относятся 4 вида птиц-эндемиков, обитающих в пределах только одного острова (раротонгская помарея (см. фото), раротонгский аплонис (см. фото), лат. Aerodramus sawtelli см. фото, лат. Todiramphus ruficollaris см. фото), два вида птиц-эндемиков, гнездящихся на двух островах (раротонгский пёстрый голубь (см. фото), куковская камышевка (см. фото)) и 5 видов птиц-неэндемиков.

## Население

### Численность и размещение
| Численность населения на 1 декабря | Численность населения на 1 декабря | Численность населения на 1 декабря | Численность населения на 1 декабря | Численность населения на 1 декабря | Численность населения на 1 декабря | Численность населения на 1 декабря | Численность населения на 1 декабря | Численность населения на 1 декабря | Численность населения на 1 декабря |
| 1902                               | 1906                               | 1911                               | 1916                               | 1921                               | 1926                               | 1936                               | 1945                               | 1951                               | 1956                               |
| ---------------------------------- | ---------------------------------- | ---------------------------------- | ---------------------------------- | ---------------------------------- | ---------------------------------- | ---------------------------------- | ---------------------------------- | ---------------------------------- | ---------------------------------- |
| 8213                               | ↗8518                              | ↗8655                              | ↗8805                              | ↗9459                              | ↗10 082                            | ↗12 246                            | ↗14 088                            | ↗15 079                            | ↗16 680                            |
| 1961                               | 1966                               | 1971                               | 1976                               | 1981                               | 1986                               | 1991                               | 1996                               | 2001                               | 2006                               |
| ↗18 378                            | ↗19 247                            | ↗21 322                            | ↘18 126                            | ↘17 743                            | ↘17 614                            | ↗18 617                            | ↗19 103                            | ↘18 027                            | ↗19 342                            |
| 2011                               | 2016                               | 2021                               |                                    |                                    |                                    |                                    |                                    |                                    |                                    |
| ↘17 794                            | ↘17 434                            | ↘15 040                            |                                    |                                    |                                    |                                    |                                    |                                    |                                    |

| Численность граждан Островов Кука на 1 декабря | Численность граждан Островов Кука на 1 декабря | Численность граждан Островов Кука на 1 декабря | Численность граждан Островов Кука на 1 декабря | Численность граждан Островов Кука на 1 декабря | Численность граждан Островов Кука на 1 декабря |
| 1996                                           | 2001                                           | 2006                                           | 2011                                           | 2016                                           | 2021                                           |
| ---------------------------------------------- | ---------------------------------------------- | ---------------------------------------------- | ---------------------------------------------- | ---------------------------------------------- | ---------------------------------------------- |
| 18 071                                         | ↘15 017                                        | ↗15 324                                        | ↘14 974                                        | ↘14 802                                        | ↗14 987                                        |

### Естественное движение
| Естественное и механическое движение Островов Кука |           |          |         |                      |                 |                  |                 |                           |                      |                                   |
| Год                                                | Население | Рождений | Смертей | Естественный прирост | Сальдо миграций | Рождаемость, (‰) | Смертность, (‰) | Естественный прирост, (‰) | Сальдо миграций, (‰) | Суммарный коэффициент рождаемости |
| 1963                                               |           | 904      | 168     | 736                  |                 |                  |                 |                           |                      |                                   |
| 1964                                               |           | 869      | 196     | 673                  |                 |                  |                 |                           |                      |                                   |
| 1965                                               |           | 853      | 145     | 708                  |                 |                  |                 |                           |                      |                                   |
| 1966                                               | 19247     | 832      | 167     | 665                  |                 | 43,23            | 8,68            | 34,55                     |                      |                                   |
| 1967                                               |           | 855      | 180     | 675                  |                 |                  |                 |                           |                      |                                   |
| 1968                                               |           | 893      | 154     | 739                  |                 |                  |                 |                           |                      |                                   |
| 1969                                               |           | 851      | 154     | 697                  |                 |                  |                 |                           |                      |                                   |
| 1970                                               |           | 780      | 166     | 614                  |                 |                  |                 |                           |                      |                                   |
| 1971                                               | 21322     | 791      | 156     | 635                  |                 | 37,10            | 7,32            | 29,78                     |                      |                                   |
| 1972                                               |           | 775      | 111     | 664                  |                 |                  |                 |                           |                      |                                   |
| 1973                                               |           | 710      | 146     | 564                  |                 |                  |                 |                           |                      |                                   |
| 1974                                               |           | 598      | 150     | 448                  |                 |                  |                 |                           |                      |                                   |
| 1975                                               |           | 548      | 125     | 423                  |                 |                  |                 |                           |                      |                                   |
| 1976                                               | 18126     | 528      | 109     | 419                  |                 | 29,13            | 6,01            | 23,12                     |                      |                                   |
| 1977                                               |           | 495      | 146     | 349                  |                 |                  |                 |                           |                      |                                   |
| 1978                                               |           | 489      | 126     | 363                  |                 |                  |                 |                           |                      |                                   |
| 1979                                               |           | 468      | 117     | 351                  |                 |                  |                 |                           |                      |                                   |
| 1980                                               |           | 492      | 125     | 367                  |                 |                  |                 |                           |                      |                                   |
| 1981                                               | 17743     | 461      | 102     | 359                  |                 | 25,98            | 5,75            | 20,23                     |                      |                                   |
| 1982                                               |           | 440      | 132     | 308                  |                 |                  |                 |                           |                      |                                   |
| 1983                                               |           | 414      | 132     | 282                  |                 |                  |                 |                           |                      |                                   |
| 1984                                               |           | 420      | 115     | 305                  |                 |                  |                 |                           |                      |                                   |
| 1985                                               |           | 439      | 137     | 302                  |                 |                  |                 |                           |                      |                                   |
| 1986                                               | 17614     | 430      | 119     | 311                  |                 | 24,41            | 6,76            | 17,66                     |                      |                                   |
| 1987                                               |           | 408      | 128     | 280                  |                 |                  |                 |                           |                      |                                   |
| 1988                                               |           | 434      | 97      | 337                  |                 |                  |                 |                           |                      |                                   |
| 1989                                               |           | 448      | 97      | 351                  |                 |                  |                 |                           |                      |                                   |
| 1990                                               |           | 481      | 130     | 351                  |                 |                  |                 |                           |                      |                                   |
| 1991                                               | 18617     | 463      | 137     | 326                  |                 | 24,87            | 7,36            | 17,51                     |                      |                                   |
| 1992                                               |           | 510      | 104     | 406                  |                 |                  |                 |                           |                      |                                   |
| 1993                                               |           | 494      | 101     | 393                  |                 |                  |                 |                           |                      |                                   |
| 1994                                               |           | 548      | 110     | 438                  |                 |                  |                 |                           |                      |                                   |
| 1995                                               |           | 490      | 102     | 388                  |                 |                  |                 |                           |                      |                                   |
| 1996                                               | 19103     | 510      | 110     | 400                  |                 | 26,70            | 5,76            | 20,94                     |                      |                                   |
| 1997                                               |           | 413      | 144     | 269                  |                 |                  |                 |                           |                      |                                   |
| 1998                                               |           | 386      | 108     | 278                  |                 |                  |                 |                           |                      |                                   |
| 1999                                               |           | 361      | 96      | 265                  |                 |                  |                 |                           |                      |                                   |
| 2000                                               |           | 309      | 122     | 187                  |                 |                  |                 |                           |                      |                                   |
| 2001                                               | 18027     | 309      | 88      | 221                  |                 | 17,14            | 4,88            | 12,26                     |                      | 3,080                             |
| 2002                                               |           | 290      | 97      | 193                  |                 |                  |                 |                           |                      |                                   |
| 2003                                               |           | 264      | 87      | 177                  |                 |                  |                 |                           |                      |                                   |
| 2004                                               |           | 302      | 99      | 203                  |                 |                  |                 |                           |                      |                                   |
| 2005                                               |           | 289      | 91      | 198                  |                 |                  |                 |                           |                      |                                   |
| 2006                                               | 19342     | 298      | 87      | 211                  |                 | 15,41            | 4,50            | 10,91                     |                      | 2,845                             |
| 2007                                               |           | 309      | 87      | 222                  |                 |                  |                 |                           |                      |                                   |
| 2008                                               |           | 292      | 60      | 232                  |                 |                  |                 |                           |                      |                                   |
| 2009                                               |           | 284      | 72      | 212                  |                 |                  |                 |                           |                      |                                   |
| 2010                                               |           | 286      | 92      | 194                  |                 |                  |                 |                           |                      |                                   |
| 2011                                               | 17794     | 262      | 72      | 190                  |                 | 14,72            | 4,05            | 10,68                     |                      |                                   |
| 2012                                               |           | 259      | 104     | 155                  |                 |                  |                 |                           |                      |                                   |
| 2013                                               |           | 256      | 115     | 141                  |                 |                  |                 |                           |                      |                                   |
| 2014                                               |           | 204      | 113     | 91                   |                 |                  |                 |                           |                      |                                   |
| 2015                                               |           | 205      | 102     | 103                  |                 |                  |                 |                           |                      |                                   |
| 2016                                               | 17459     |          |         |                      |                 |                  |                 |                           |                      |                                   |

Жители Островов Кука, согласно статусу самоуправляющегося государственного образования в свободной ассоциации с Новой Зеландией, являются гражданами Новой Зеландии. В последние годы наблюдается значительный отток коренного населения в эту страну. Уменьшение численности населения Островов Кука происходит в основном в периоды экономического кризиса, когда население отправляется в Новую Зеландию в поисках работы, обратная ситуация — во время экономического роста. Так, значительное сокращение численности населения Островов Кука наблюдалось в период с 1971 по 1991 год. Важным демографическим показателем также является внутренняя миграция. Например, в 1991 году наблюдалось увеличение численности населения острова Манихики более чем на 30 %, в то время как на островах Мангаиа и Палмерстон наблюдалось снижение более чем на 20 %. Такие тенденции объясняются ростом вылова жемчуга на острове Манихики и снижением экономической активности на острове Мангаиа.
Согласно переписи 2016 года численность населения Островов Кука составляла 17 459 человека, из которых 13 044 проживало на острове Раротонга общей площадью 67,1 км². В столице, городе Аваруа, в 2011 году проживало 6935 человек. 93,7 % населения (16 360 чел.) проживает на островах Южной группы, почти три четверти — на Раротонге. В связи с ограниченным количеством рабочих мест многие жители островов проживают за границей, в основном в Новой Зеландии.
Плотность населения — 63,26 чел. на км². Острова Мануаэ, Суворов и Такутеа необитаемы. Самым малонаселённым островом в 2016 году был Нассау (78 чел.).
В 2016 году мужчины составляли 49,2 % (8590 чел.), женщины — 50,8 % (8869 чел.). Доля городского населения в 2001 году составляла 67,6 %, сельского — 32,4 %.
Рождаемость на Островах Кука в 2020 году составляла 13,3 на 1000 жителей, естественный прирост населения — 2,59 %. Доля детей до 14 лет в 2020 году составила 19,93 %, взрослого населения от 15 до 64 лет — 66,7 %, старше 65 лет — 13,37 %. Средняя продолжительность жизни населения в 2020 году составляла 77 лет.

### Этнический состав
Большинство населения островов Кука, 87,7 % — представители народа маори островов Кука, которые близки коренному населению Французской Полинезии и Новой Зеландии. Внутри выделяются группы, соответствующие отдельным островам: раротонганцы, мангайцы, тонгареванцы, манихики-ракаханганцы. Несмотря на значительное влияние западной культуры (различных религиозных учений, образа жизни), традиционная культура островов Кука не исчезла и продолжает своё развитие.
Население острова Пукапука — пукапуканцы — говорит на другом языке и считается отдельным полинезийским народом.
Доля населения иностранного происхождения и их потомков невысока — 6,5 %. Остальное население — люди от смешанных браков маори и иностранцев.
Особую этническую общность представляют жители атолла Палмерстон и выходцы с него, которых много на Раротонге и в Новой Зеландии. Они являются потомками английского моряка Уильяма Мастерса и трёх его полинезийских жён.

### Языки
Жители большинства островов Кука говорят на полинезийских языках — прежде всего, на кукском (маори островов Кука или кукский маори), который стал официальным языком в 2003 году. Он представлен двумя группами диалектов — ракаханга-манихики и раротонга (или раротонга-мангайская), которые нередко считаются отдельными языками.
Жители атолла Тонгарева (Пенрин) говорят на близком языке тонгарева (пенринском). Жители Пукапука и Нассау говорят на отдалённо родственном первым двум языке пукапука.
Второй государственный язык — английский, являющийся родным языком для жителей атолла Палмерстон.

### Религия

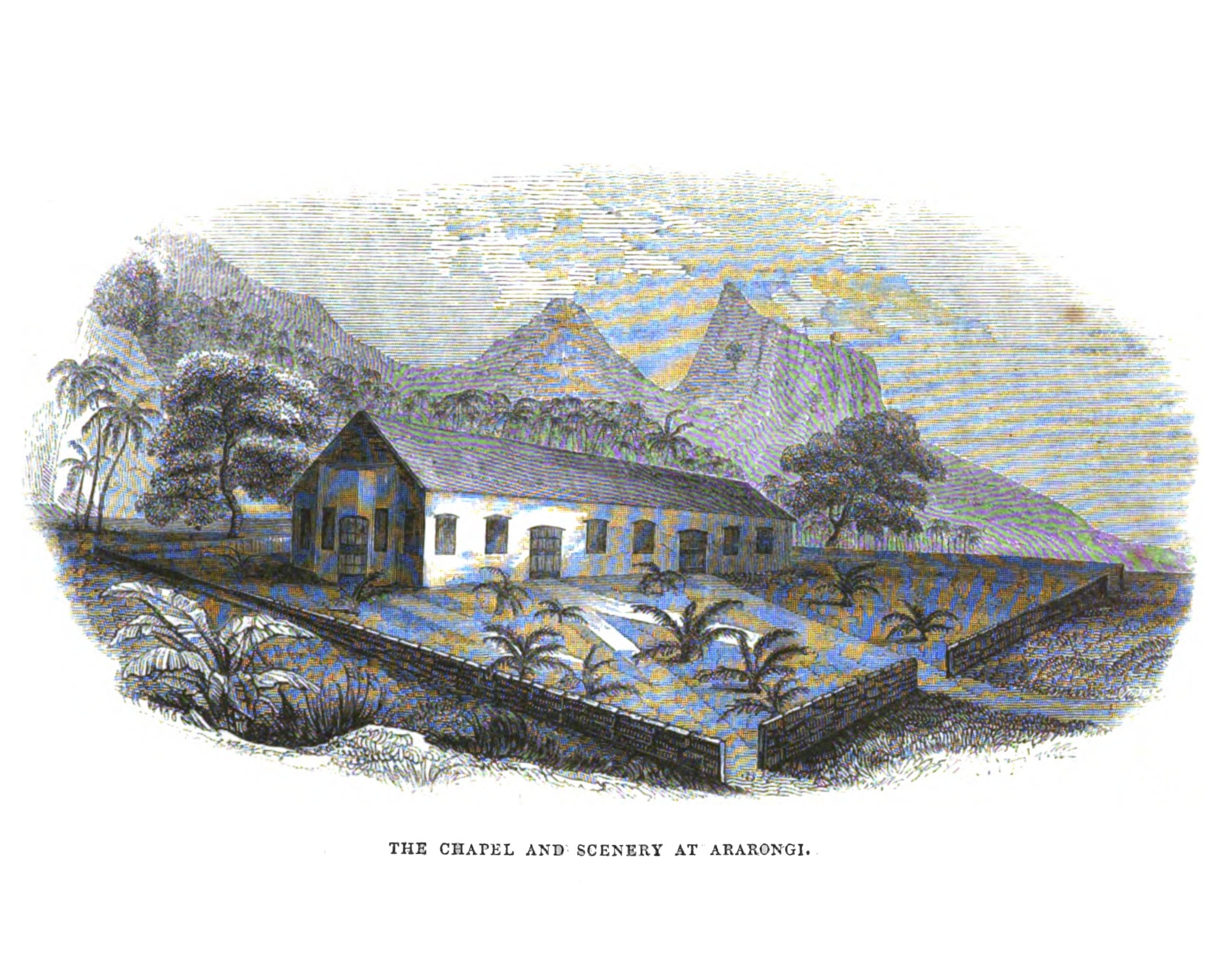
Миссионерская часовня в поселении Ароранги на острове Раротонга.

Господствующей религией на Островах Кука является христианство, распространённое на архипелаге миссионерами Лондонского миссионерского общества, которые впервые высадились на нём (а именно, на острове Аитутаки) в 1821 году. С распространением христианства на островах Кука была прекращена практика каннибализма, детоубийство, поклонение идолам. Миссионеры способствовали распространению грамотности среди местного населения, основных принципов денежного хозяйства, создали письменную форму кукского языка. Получило толчок к развитию сельское хозяйство: произошёл переход от малопродуктивного натурального хозяйства к плантационному хозяйству. Традиционный племенной строй во главе с наследственными вождями был постепенно сменён централизованной формой правления во главе с избранными политическими деятелями, а расширенные семьи (то есть семьи, которые включали помимо родителей и детей, ещё и ближайших родственников) — нуклеарными семьями (то есть семьями, которые включали главу семьи, его супругу и детей, ещё не вступивших в брак), селившимися на берегу островов, а не в центральной части, как это было раньше (исключение из этого — остров Атиу, где наблюдалась обратная ситуация).
Тем не менее, миссионеры стали и источниками бед. Вместе с европейцами на острова были занесены ряд инфекционных заболеваний, против которых у местных жителей не было иммунитета. В результате эпидемий погибла значительная часть островитян.
В современном обществе Островов Кука большинство жителей (49,1 %) являются последователями Христианской церкви Островов Кука (протестанты). Около 17 % — католики, адвентистов седьмого дня — 7,9 %, Свидетелей Иеговы — 1,2 % (555 человек посетили Вечерю Воспоминания в 2012 году — около 3,5 % населения).

## Политическое устройство

### Государственный строй
Острова Кука — самоуправляющаяся территория в свободной ассоциации с Новой Зеландией. Это подразумевает самостоятельность Островов в решении внутренних вопросов территории (в частности, исполнительной властью наделено правительство Островов Кука, законодательной — парламент Островов Кука, а не парламент Новой Зеландии), нахождение в составе Королевства Новой Зеландии, возглавляемого монархом Новой Зеландии королём Карлом III, предоставление жителям территории новозеландского гражданства. Однако жители островов Кука не могут принимать участие в новозеландских выборах и получать социальные пособия до тех пор, пока и если не станут постоянными резидентами Новой Зеландии. Внешняя политика и оборона остаются прерогативой новозеландского правительства.
Конституция, принятая 4 августа 1965 года, устанавливает монархическую форму правления с Вестминстерской системой парламентаризма, схожую с той, которая действует в Новой Зеландии. Однако демократические принципы в стране тесно переплетены с местными традициями. Например, избирательные округа формируются на основе традиционного межевания земель и границ, тянущихся от внутренних районов островов к океану.

#### Законодательная власть

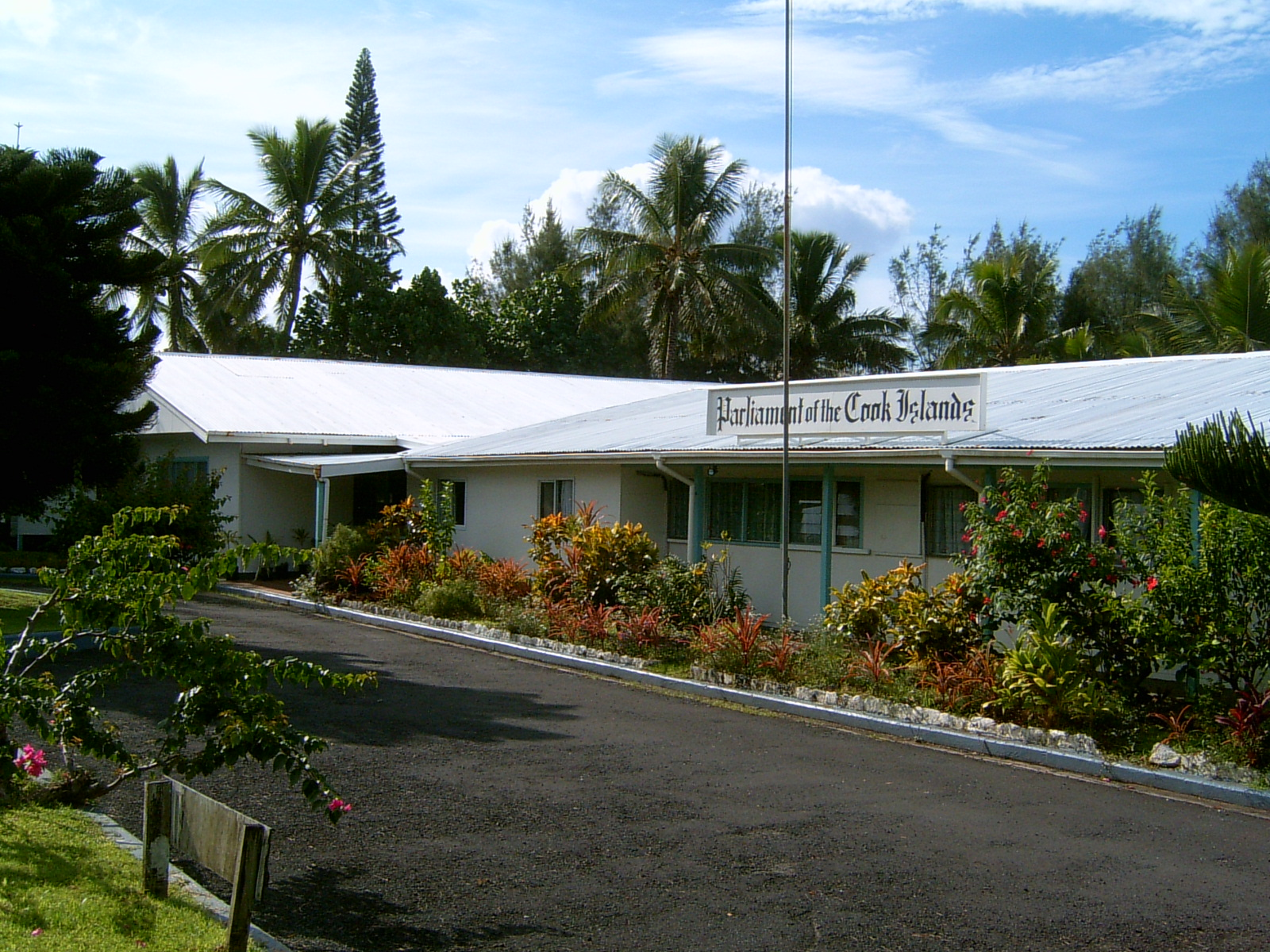
Парламент Островов Кука (в прошлом здание гостиницы)

Высший орган законодательной власти — однопалатный парламент, состоящий из 24 депутатов (до 2003 года — 25 депутатов), избранных на всеобщем тайном голосовании. Каждый депутат представляет отдельный округ, в некоторых случаях — целый остров. Срок полномочий членов парламента — 5 лет.
На первом заседании парламента депутаты избирают спикера парламента и его заместителя.

#### Исполнительная власть
Согласно Конституции Островов Кука, главой государства является Его Величество Король Великобритании, который представлен на Островах представителем короля (англ. King’s Representative, ранее — верховным комиссаром), назначаемым им сроком на три года с правом переназначения. Представитель короля действует по совету Кабинета министров, премьер-министра или соответствующего министра. Если Кабинет министров, премьер-министр или соответствующий министр вносят какое-либо предложение представителю короля и если представитель короля в течение 14 дней после даты внесения предложения его не отвергает, считается, что предложение принято. Представитель короля придаёт актам парламента силу закона, получает верительные грамоты.
Кабинет министров, состоящий из председательствующего премьер-министра и из не менее 6 и не более 8 министров, назначается из членов парламента (один министр назначается не из ряда депутатов парламента). Кабинет министров является исполнительным органом, ответственным перед парламентом. Премьер-министр страны назначается представителем британского короля из числа членов парламента. Остальные министры также назначаются представителем короля из числа членов парламента, но по представлению премьер-министра.

#### Судебная власть
На островах действует общее право — правовая система, в которой источником права признаётся судебный прецедент. Верховным законом страны является Конституция Островов Кука. Судебные органы представлены Высоким судом, апелляционным судом, земельным судом и тайным советом.
Высокий суд Островов Кука состоит из верховного судьи и мировых судей, назначаемых представителем короля по представлению исполнительного совета. Высокий суд делится на отдел по гражданским делам, отдел по уголовным делам, отдел по земельным вопросам. Судьями Высокого суда Островов Кука могут стать только граждане Островов Кука, которые не менее 7 лет работали барристерами в Новой Зеландии или другой стране Содружества наций.
Апелляционный суд состоит из трёх судей, также назначаемых представителем короля. Тайный совет рассматривает иски на решения апелляционного суда.

#### Избирательные округа
Избирательными правами наделяются граждане Островов Кука, граждане Новой Зеландии, лица, имеющие статус постоянного резидента Островов Кука, лица, проживавшие когда-либо в стране на протяжении не менее 12 месяцев. Однако если человек находился за пределами Островов Кука в течение 3 и более месяцев, он лишается права голоса на парламентских выборах. Право голоса предоставляется вновь, если лицо пребывало на территории Островов Кука в течение 3 и более месяцев.
| Раротонга      | Тупапа-Мараэренга; Такуваине-Тутакимоа; Аватиу-Руатонга-Палмерстон; Никао-Панама; Руаау; Акаоа; Муриэнуа; Титикавека; Нгатангииа; Матавера |
| Аитутаки       | Амури-Уреиа; Арутанга-Реуреу-Никаупара; Ваипаэ-Тауту                                                                                       |
| Мангаиа        | Онероа; Ивируа; Тамаруа |
| Атиу           | Теэнуи-Мапумаи; Тенгатанги-Ареора-Нгатиаруа                                                                                                |
| Другие острова | Мауке; Митиаро; Ракаханга; Манихики; Пукапука-Нассау; Пенрин                                                                               |

Каждый избирательный округ представляет один депутат в парламенте страны. Таким образом, остров Раротонга вместе с Палмерстоном в парламенте представлен 10 депутатами, Аитутаки и Мангаиа — 3 депутатами, Атиу — 2 депутатами, Мауке, Митиаро, Ракаханга, Манихики, Пенрин — 1 депутатом, Пукапука вместе с Нассау — 1 депутатом.

#### Местное самоуправление
Акт о местном самоуправлении на внешних островах от 1988 года (англ. The Outer Islands Local Government Act 1988) действует на всех островах, кроме Раротонги. Согласно ему, на всех островах учреждается островной совет, в который входят островные вожди, старейшины, члены парламента, представляющие остров, и избранные члены от каждого избирательного округа острова.
Система местного самоуправления для трёх районов (вака) острова Раротонга была восстановлена в 1997 году с принятием Акта о местном самоуправлении на острове Раротонга (англ. Rarotonga Local Government Act). Первые выборы мэров и членов советов были проведены в ноябре 1998 года. Тем не менее в 2008 году местное самоуправление снова было отменено.
Конституция Островов Кука предусматривает создание совета арики (англ. House of Ariki), деятельность которого регулируется Актом о совете арики от 1966 года (англ. House of Ariki Act 1966). Совет состоит из восьми арики (вождей), представляющих внешние острова, и не более шести от островов Раротонга и Палмерстон. Его деятельность ограничена совещательными функциями.

### Политические партии
Партийная система Островов Кука развита слабо. В стране действует двухпартийная система, что означает, что на Островах Кука всего две доминирующие партии, ведущие между собой основную политическую борьбу. На островах Кука действуют Партия Островов Кука и Демократическая партия. В прошлом также существовала Первая партия Островов Кука и Туму-Энуа.

### Вооружённые силы
Согласно Конституции Островов Кука, принятой в 1965 году, за оборону страны ответственна Новая Зеландия. Однако на практике осуществление этой функции производится только по требованию правительства Островов Кука.
Между Островами Кука и Новой Зеландией действует Программа взаимопомощи (англ. Mutual Assistance Programme), которая включает в себя патрулирование Исключительной прибрежной экономической зоны Островов Кука новозеландскими сторожевыми катерами, обучение специалистов из морского подразделения полиции Островов Кука погружению под воду, использованию стрелкового оружия, инструктаж новозеландскими специалистами. Официальное место пребывания новозеландского советника по вопросам обороны Островов Кука — город Веллингтон.
В 1987 году премьер-министр Островов Кука Том Дэвис объявил страну нейтральной сразу после отказа Новой Зеландии разрешить допуск в свои порты американских кораблей с ядерным оружием на борту и/или атомными силовыми установками. Премьер-министр Островов Кука констатировал тот факт, что Новая Зеландия не вправе осуществлять оборону страны и договорённости между странами давно устарели.
В обмене посланиями 1993 года между правительствами двух стран был достигнут компромисс, согласно которому Новая Зеландия признавала за правительством Островов Кука неограниченный контроль не только за внешней политикой, но и обороной страны.
Внутреннюю безопасность обеспечивают формирования национальной полиции. Комиссар полиции назначается министром полиции.

### Внешняя политика и международные отношения
Вопросы внешней политики Островов Кука согласно Конституционному акту Островов Кука 1964 года находятся в ведении Новой Зеландии, которая должна согласовывать действия в этой сфере с правительством Островов Кука. Однако, начиная с 1980-х годов, внешнеполитическая деятельность самоуправляющейся территории приобретает всё более самостоятельный характер. Например, Острова Кука, независимо от Новой Зеландии, имеют право подписывать региональные и международные договоры, вступать в различные международные организации, устанавливать консульские и дипломатические отношения с другими странами мира, в своей внешнеполитической деятельности выступать в качестве суверенного и независимого государства. Несмотря на это, Острова Кука не являются членом Организации Объединённых Наций.
Острова Кука являются членом ряда региональных и международных организаций: Форума тихоокеанских островов, Южнотихоокеанской комиссии, Азиатского банка развития, Всемирной организации здравоохранения, Продовольственной и сельскохозяйственной организации ООН, ЮНЕСКО, стран АКТ и других организаций. Страна имеет пять дипломатических представительств за рубежом: в Новой Зеландии, США, Норвегии, Австралии и в Европейском союзе.
Острова Кука не имеют дипломатических отношений с Россией.

#### Отношения с Китаем
Дипломатические отношения между Островами Кука и КНР были установлены 25 июля 1997 года. Окрепшие связи между Китаем и рядом стран Океании, в том числе, Островами Кука, в последние десятилетия вызывает некоторые опасения со стороны Новой Зеландии и Австралии, позиции которых в регионе традиционно сильные. Зачастую страны Океании вовлекаются в дипломатические войны между Китайской Народной Республикой и Республикой Китай на острове Тайвань.
КНР оказывает значительную финансовую поддержку Островам Кука. Страны сотрудничают в сфере торговли, рыболовства, проводятся регулярные встречи лидеров двух стран. Острова Кука, в свою очередь, признают только один Китай — Китайскую Народную Республику.
В 2003 году товарооборот между Китаем и Островами Кука составил 575 тыс. долларов США.

#### Отношения с Европейским союзом
Острова Кука тесно сотрудничают с Европейским союзом, в том числе, в Брюсселе, столице Бельгии, расположено дипломатическое представительство Островов Кука. Первый почётный консул Островов Кука в регионе появился 10 февраля 1987 года в городе Осло, столице Норвегии. Страны ЕС оказывают финансовую, гуманитарную помощь стране (в основном отдалённым островам), сотрудничают в социальной сфере (здравоохранении, образовании), рыболовстве.

## Экономика

### Общая характеристика
Последние экономические реформы на островах направлены на развитие частного сектора экономики и создание условий для её инвестирования. Например, правительством были снижены размеры налогов.
Основными отраслями экономики в последние годы являются сельское хозяйство, туризм и финансовый сервис.
Сфера обслуживания является наиболее динамичной отраслью экономики. Туризм, офшорные банковские компании и другие виды финансовых услуг развиваются стремительно. В настоящее время туризм — это основной поставщик иностранной валюты. Он также является основным источником дохода для многих семей.
Из примерно 6600 человек трудоспособного населения 52 % работает в сфере услуг (половина — на государственной службе), 29 % — в сельском хозяйстве и 15 % — в промышленности.

### Сельское хозяйство
Сельское хозяйство — один из важнейших секторов экономики Островов Кука. С 1970-х годов в этом секторе произошли значительные изменения: роль сельского хозяйства в экономике страны значительно снизилась. Например, в 1997 году коммерческое производство сельскохозяйственной продукции не превышало 2000 тонн и составляло менее 20 % от годового экспорта страны. Значительные перемены можно объяснить многими факторами: интенсивным развитием туризма, в результате которого население переориентировалось с сельскохозяйственного производства на сферу услуг, ростом городского населения (процессом урбанизации), оттоком населения из отдалённых островов на Раротонгу, частыми засухами в последние десятилетия. Всё это привело к росту импорта, а значит, и к зависимости страны от иностранных поставок пищевой продукции. Одними из препятствий на пути развития сельского хозяйства Островов Кука и конкурентоспособности их продукции являются очень маленькая площадь страны, отдалённость островов от мировых рынков, плохое транспортное сообщение.
Важнейшими сельскохозяйственными культурами являются томаты, белокочанная капуста, китайская капуста, салат-латук, арбузы, тыквы, кабачки, стручковый перец, бобовые культуры, баклажаны, а также такие традиционные культуры как таро, ямс, маниок и батат. Сельское хозяйство в основном сосредоточено на островах Южной группы, где папайя, кокосовый орех, различные цитрусовые культуры и тропические фрукты выращиваются на экспорт.

### Рыболовство
Рыба — одно из национальных богатств Островов Кука, которое играет очень важную роль в экономике страны. В океане в основном занимаются промыслом тунца, полосатого марлина, ваху и луны-рыбы. Основными импортёрами рыбной продукции являются рынки Японии, Новой Зеландии и США. Также производится вылов аквариумных видов рыб.
В 1957 году на остров Аитутаки были завезены трохусы (англ. Trochus niloticus) и с тех пор раковины этого промыслового моллюска, завезённые на многие острова архипелага, стали важным экспортным товаром Островов Кука. На островах Манихики и Тонгарева Северной группы разводятся жемчужницы для получения ценного чёрного жемчуга, идущего на экспорт. В небольших прудах местные жители для внутреннего рынка разводят рыбу вида лат. Chanos chanos.
Пополнение государственного бюджета также осуществляется за счёт выдачи иностранным судам лицензий на право вылова рыбы в Исключительной экономической зоне.

### Транспорт
Международный аэропорт Раротонга обслуживает международные линии, связывающие Острова Кука со многими точками Земли. Основной компанией, осуществляющей авиаперелёты между Раротонгой и Оклендом (Новая Зеландия), Фиджи, Таити и Лос-Анджелесом (США), является авиакомпания Air New Zealand. Внутренние перелёты, а также на остров Таити во Французской Полинезии, осуществляются авиакомпанией «Эйр Раротонга».
На острове Раротонга действует общественный транспорт (автобусы), а в случае необходимости туристы могут арендовать автомобиль или вызвать такси.
Регулярная пароходная линия связывает острова с Оклендом, Самоа, Тонга и Ниуэ. Целый флот мелких судов обслуживает внутренние линии. На Раротонге и некоторых других Южных островах существует развитая дорожная сеть.

### Связь
Телекоммуникационные услуги, включая внутреннюю и международную телефонную связь, факсимильные и телеграфные услуги связи, Интернет, предоставляет компания «Telecom Cook Islands», офис которой расположен в Аваруа. Часть этих услуг также доступна на отдалённых островах архипелага. Также имеется почтовое сообщение, а местные почтовые марки вызывают интерес филателистов со всего мира. На островах Раротонга и Аитутаки действуют несколько интернет-кафе, в ключевых местах есть WiFi.
Работает спутниковое телевидение, в том числе местный канал, в основном вещающий программы новозеландского телевидения и принадлежащий компании «Elijah Communications Ltd» (также владелец «Radio Cook Islands» и «The Cook Islands Herald weekly»). Кабельное телевидение на островах отсутствует. На Островах Кука действуют две радиостанции — «Radio Cook Islands» и «Radio Ikurangi». Выходит ежедневная газета «Кук Айлэндс Ньюс» (Cook Islands News), широко распространены новозеландские и австралийские газеты и журналы. В Раротонга еженедельно выходят местные газеты «Herald» и «Independent».

Почтовые марки Островов Кука
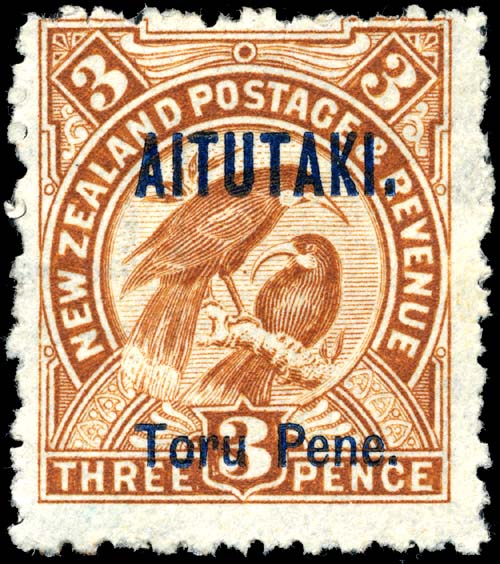
Почтовая марка 1903 года. 3 пенса.
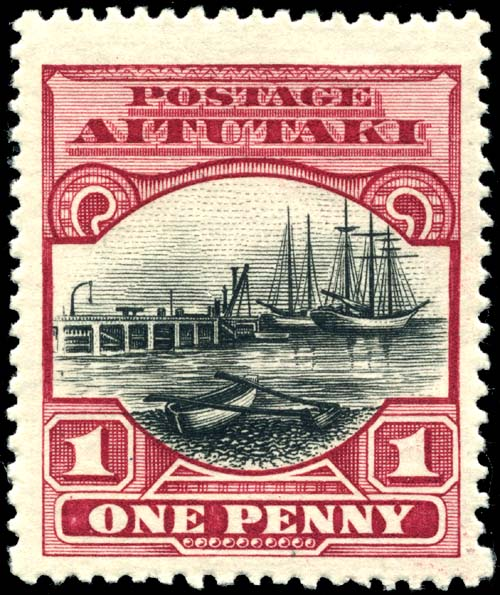
Почтовая марка 1920 года. 1 пенни.
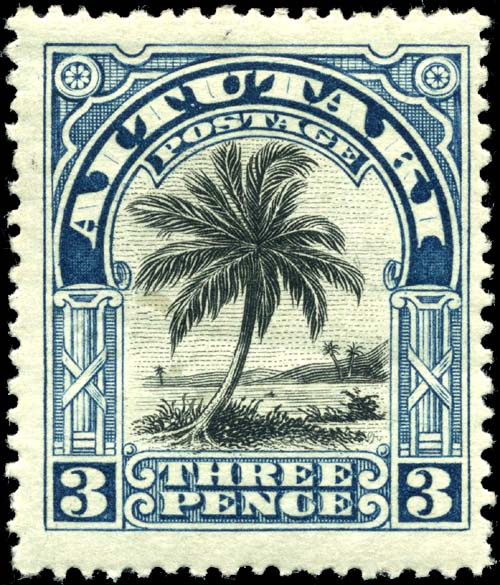
Почтовая марка 1920 года. 3 пенса.
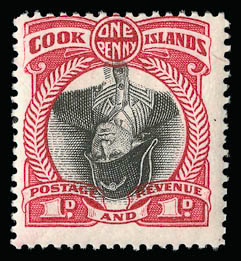
Перевёртка с перевёрнутым центром, на котором изображён портрет Джеймса Кука (1933, 1 пенни).

### Туризм
Ведущим хозяйственным сектором Островов Кука является туризм, который интенсивно развивается с 1971 года. В 2006 году острова посетило 92 095 человек, тем самым обеспечив экономику страны необходимыми денежными средствами и дав толчок развитию туристической инфраструктуры. Основной поток туристов направляется или на остров Раротонга, или Аитутаки. В последние годы до 80 % ВВП Островов Кука составляли доходы от туризма. Архипелаг преимущественно посещают граждане Новой Зеландии (более половины посетивших в 2006 году туристов), Австралии, стран Европы, США и Канады. Однако значительный рост доли туристического сектора в экономике страны может привести и к отрицательным последствиям. В случае резкого снижения количества туристов, посетивших Острова Кука, экономику ждут трудные испытания: снижение показателя ВВП страны, падение доходов населения, а значит, и его эмиграция в Новую Зеландию.
Для въезда в страну на период до 31 дня человеку необходимо иметь при себе только действующий паспорт, обратный билет и достаточные финансовые средства. Если продолжительность пребывания на территории Островов Кука более 1 месяца и менее 3 месяцев, необходимо также заплатить сбор в размере 70 новозеландских долларов (от 15 лет и старше). Если продолжительность пребывания на островах свыше 3 месяцев и до 5 — необходимо заплатить 120$NZ. Если продолжительность пребывания на территории Островов Кука более 6 месяцев, необходимо получить визу.

### Внешние экономические связи
Основными статьями экспорта Островов Кука являются сельскохозяйственная продукция (копра, томаты, цитрусовые культуры, ананасы, бананы и другие фрукты), жемчуг. Острова Кука зависимы от импорта продовольствия, промышленных товаров, машин и топлива. Импорт во много раз превосходит экспорт. В 2006 году объём экспорта составил NZ$ 5,42 млн против NZ$ 14,59 млн в 2003 году, а импорта — NZ$ 148,5 млн против NZ$ 121,02 млн. Таким образом, за 3 года экспорт уменьшился на 169 %, а импорт увеличился на 22 %.
Основным торговым партнёром является Новая Зеландия, кроме того, существуют хорошо налаженные торговые связи с Австралией, Японией, Великобританией и США.

## Добыча полезных ископаемых
В районе островов Кука обнаружены железномарганцевые конкреции.

### Денежная система и финансы
Денежная единица Островов Кука — новозеландский доллар, однако с 1972 года в обращении действуют также доллары Островов Кука, приравненные в отношении 1:1 к новозеландскому доллару. Ассигнации находятся в обращении с 1987 года (до этого только монеты).
По бюджету на 2006 год расходы составляли NZ$ 92,8 млн, а доходы — NZ$ 103,2 млн. Наиболее крупной статьёй расходной части бюджета являются расходы на инфраструктуру. Расходы на поддержание порядка и безопасности страны составляют NZ$ 4,5 млн. Доля затрат на здравоохранение в 2006 году составляли 12 % всех расходов, на образование — 16 %. Среди доходов наибольшее значение имеют поступления от налогов и пошлин. Важным источником пополнения бюджета страны являются также почтовые марки и коллекционные монеты.
На территории Островов Кука зарегистрировано большое количество банков, в том числе международных. Закон о банковской деятельности 2003 года предусматривает три типа лицензий: лицензию на осуществление банковской деятельности внутри страны, лицензию на осуществление международной банковской деятельности и ограниченную лицензию на осуществление международной банковской деятельности. Острова Кука являются одним из крупнейших офшорных центров мира.

## Культура

### Доколониальная организация жителей островов Кука
До появления европейцев на островах Кука существовала родовая социальная организация жителей. На каждом из островов проживали народы, или вака, представлявшие собой крупные социальные и территориальные группы. Вака образовывались в результате слияния разных родов, члены которых были объединены общими предками, приплывшими, согласно местным легендам, на каноэ. Титулованным главой народа был арики, к которому относились с глубоким почитанием, так как согласно представлениям членов народа он имел божественное происхождение и был наделён сверхъестественной силой. Народные вопросы также обсуждались в «королевском суде», или коуту. Вака делилась на тапере, представлявшие собой небольшие участки земли, возглавляемые матаиапо (вождём главного рода) или арики (верховным вождём народа) и тянувшиеся от центра острова до рифа острова. Жители тапере назывались собирательно матакеинанга.

### Культура и быт

#### Музыка и танцы

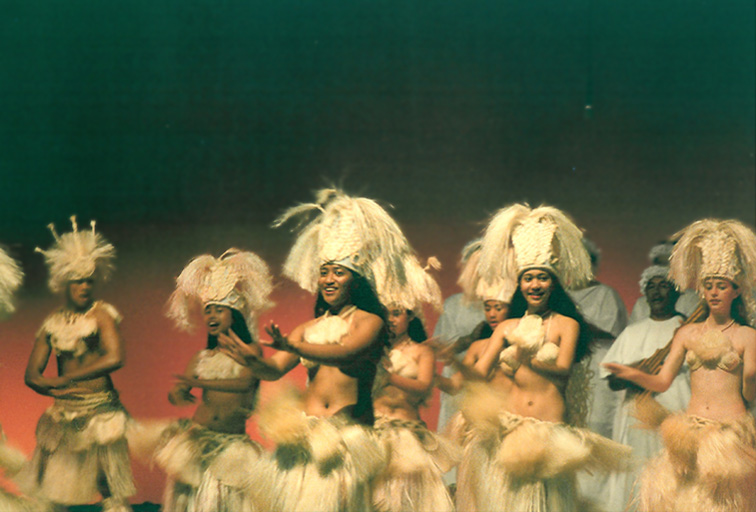
Национальный танец Островов Кука

Музыка и танцы занимают очень важное место в жизни маори островов Кука. На каждом острове существуют свои варианты танца, и с самого раннего детства некоторых островитян обучают традиционному пению и танцам. Специально для туристов устраиваются концерты, а небольшая группа профессиональных танцоров гастролирует по всему миру. Традиционный кукский танец хура (кук. hura) отличается ритмичностью и сложностью. Наиболее популярным музыкальным инструментом является барабан.

#### Традиционные ремёсла
Многие острова, например, Атиу, известны своими текстильными изделиями, или тиваэваэ (кук. tivaevae), сочетающими в себе аппликацию и вышивку, а также традиционными украшениями: ожерельями, или эи (кук. ei), и диадемами, или эи-кату (кук. ei katu). Драгоценные изделия делаются в основном из чёрного жемчуга. Среди других традиционных ремёсел выделяются вышивные панданусовые маты, корзины, сумки и вееры. На многих островах мастера вырезают статуэтки.

### Спорт
Из-за маленькой численности населения Острова Кука уступают в большинстве видов спорта своим ближайшим соседям. Наиболее популярной спортивной игрой является регби. В стране даже есть своя национальная сборная. На национальном стадионе «Тереора» по субботам с июня по август регулярно проводятся матчи по регби. Другая популярная игра — крикет (сезон игр приходится на декабрь—март). В декабре 2001 года Острова Кука приняли участие на Южнотихоокеанских мини-играх на острове Норфолк, завоевав там несколько медалей. На острове Раротонга также есть несколько теннисных кортов, площадок для игры в сквош, поля для гольфа. С давних времён среди местных жителей популярен сёрфинг. В сентябре ежегодно проводятся соревнования по триатлону.
На Островах Кука есть своя национальная сборная по футболу, признанная ФИФА и Конфедерацией футбола Океании. Первый международный матч с их участием состоялся 2 сентября 1971 года, в котором Острова Кука проиграли сборной острова Таити со счётом 0:30.
На Летних Олимпийских играх страна участвует с 1988 года (проходили в столице Южной Кореи, городе Сеул). Однако за всю историю своего участия в олимпийском движении Острова Кука не завоевали ни одной медали. Олимпийская сборная Островов Кука представлена в таких дисциплинах, как лёгкая атлетика, тяжёлая атлетика, бокс.

### Праздники
| Дата                       | Название                | Английское название      |
| -------------------------- | ----------------------- | ------------------------ |
| 1 января                   | Новый год               | New Year’s Day           |
| 2 января                   | Второй день Нового года | Day after New Year’s Day |
| пятница перед Пасхой       | Великая пятница         | Good Friday              |
| следующий день после Пасхи | Светлый понедельник     | Easter Monday            |
| 25 апреля                  | АНЗАК                   | ANZAC Day                |
| первый понедельник июня    | День рождения королевы  | Queen’s Birthday         |
| варьируется                | День Евангелия          | Rarotonga Gospel Day     |
| 4 августа                  | День Конституции        | Constitution Day         |
| 25 декабря                 | Рождество               | Christmas Day            |
| 26 декабря                 | День подарков           | Boxing Day               |

## Социальная сфера

### Здравоохранение
Проблемы со здоровьем у местного населения связаны преимущественно с неконтагиозными заболеваниями, а также с избыточным весом. Основными причинами смертности являются гипертония (повышенное кровяное давление), ишемическая болезнь сердца и сахарный диабет. В 1980 году правительством Островов Кука и Секретариатом тихоокеанского сообщества были проведены исследования 1127 взрослых жителей острова Раротонги. В результате выяснилось, что почти половина женщин страдала от избыточного веса (превышение нормы веса на 140 %). Повторное исследование было проведено в 1987 году. Согласно ему, 20 % мужчин и 50 % женщин страдали ожирением. В 2002 году было обследовано 3600 жителей Раротонги. Согласно полученным результатам не менее 80 % населения страдали от избыточного веса или ожирения, 12 % — от диабета и примерно треть обследованных имела повышенное кровяное давление. Подобная картина наблюдалась и на других островах.

### Образование
На Островах Кука сравнительно длительная история образования. Первые школы появились в 1823 году с приездом на острова миссионера из Лондонского миссионерского общества Джона Уильямса. Занятия велись таитянскими учителями на языке маори с уклоном на религию и практические занятия. В 1840 году в Аваруа появился специальный центр подготовки учителей, и к 1860 году на островах Кука было введено всеобщее начальное образование.
Главным государственным учреждением, ответственным за образовательную систему страны, является министерство образования. В 2000 году на Островах Кука действовало 28 начальных школ, 10 из которых находились на острове Раротонга. Двадцать три школы были государственными, одна — принадлежала церкви, остальные — частные. Средних школ всего 23, три из которых расположены на Раротонге.
В 2007 году в начальных школах Островов Кука обучалось 1968 человек, в средних — 1915 человек.
Система образования Островов Кука тесно взаимосвязана с образовательной системой Новой Зеландии и в основном имеет тот же учебный план. Как и в Новой Зеландии, на Островах Кука обучение обязательно для детей в возрасте от 5 до 15 лет. В начальной и средней школе образование бесплатное и финансируется правительством, в результате грамотность населения очень высокая.
Хорошее высшее образование на островах получить очень трудно, поэтому желающие отправляются в Новую Зеландию. В стране действует Педагогический техникум (англ. Teachers Training College), Торговый, Туристический учебные центры, в Аваруа находится филиал Южнотихоокеанского университета

## Комментарии
1. ↑  Статистика населения не учитывает туристов и временно проживающих на островах людей.